# クリスティアン・アルミンク
クリスティアン・アルミンク（Christian Arming, 1971年3月18日 - ）は、オーストリアの指揮者。

## 略歴
ウィーンに生まれ、ウィーン国立音楽大学にてカール・エスターライヒャーとレオポルト・ハーガーに指揮を学ぶ。94年に本格的に指揮活動を開始、ベルリン・ドイツ交響楽団、フランクフルト放送交響楽団、ウィーン交響楽団、ウィーン放送交響楽団、ザルツブルク・モーツァルテウム管弦楽団、スイス・ロマンド管弦楽団、ストラスブール・フィルハーモニー管弦楽団、ベルギー国立管弦楽団、シンシナティ交響楽団などに次々と客演する。1997年、1999年にはザルツブルク音楽祭にも出演する。
1996年、24歳のとき、チェコのヤナーチェク・フィルハーモニー管弦楽団を初めて指揮し、すぐに首席指揮者として迎えられる（2001/02年シーズンまで）。その後、スイスのルツェルン歌劇場音楽監督およびルツェルン交響楽団首席指揮者を経て、2003年9月より新日本フィルハーモニー交響楽団音楽監督に就任する(2013年8月まで)。また、2011年からベルギー国立リエージュ・フィルハーモニー管弦楽団音楽監督（2019年まで）。新日本フィルハーモニー交響楽団における意欲的なプログラミングは、定期会員の強い支持を集め、2006年の「火刑台上のジャンヌ・ダルク」では第3回三菱信託音楽賞奨励賞を受賞した。
オペラ指揮者としても欧米各地で活躍している。1999年にシンシナティで『ねじの回転』、トリエステのリリコ劇場で『ばらの騎士』を指揮した。その後も、ルツェルンの『ラ・ボエーム』、『カルメン』、『魔笛』、ヴェローナでの『サロメ』、『エレクトラ』、ストラスブール歌劇場での『イーゴリ公』、フランクフルト歌劇場の『さまよえるオランダ人』などで好評を得る。
2003年にはプラハの春音楽祭オープニング・コンサートで『わが祖国』を指揮した（ラファエル・クーベリックに次いで、史上2番目に若い指揮者）。
近年ではミュンヘン・フィルハーモニー管弦楽団、シュターツカペレ・ドレスデン、シュターツカペレ・ヴァイマル、ウィーン交響楽団、カメラータ・ザルツブルク、シュトゥットガルト放送交響楽団、トゥールーズ・キャピトル国立管弦楽団、ヴァンクーヴァー交響楽団などに客演した。2008年5月には再びプラハの春音楽祭に招かれ、好評を博した。

## 人物
容姿端麗で、女性ファンが多い。
父は世界最大のクラシック・レコード会社ドイツ・グラモフォンの社長である。音楽家を志したのは、高校の卒業後だという。
小澤征爾との密接な関係により、1992年から1998年の間にボストン交響楽団（タングルウッド音楽祭）および新日本フィルに登壇した。ルツェルンのオペラの音楽監督を経て、32歳の時に新日本フィルの音楽監督として迎えられる。
2011年4月、東日本大震災による原発事故の影響を懸念して来日を断念し、新国立劇場の「ばらの騎士」を急遽キャンセルした。尾高忠明芸術監督ほか関係者は対応に追われ、予定されていた4月7日の初日公演は中止された。代役はマンフレッド・マイヤーホーファーであった。空いた期間は、RAI国立交響楽団に代役として登壇した。この一連の騒動により新日本フィルとの関係が悪化し、2013年に音楽監督を任期満了で退任した後は、10年間もの長期に渡り音楽監督を務めたにもかかわらず、新日本フィル側はアルミンクに対し名誉指揮者等の称号を一切与えず、客演指揮者として招聘されることもなかった。アルミンクが再び新日本フィルの指揮台に立ったのは、音楽監督を退任してから9年もの歳月が流れた2022年になってからだった。

## 主なポスト
- 2001年 - 2004年：ルツェルン歌劇場音楽監督、ルツェルン交響楽団首席指揮者
- 2003年 - 2013年：新日本フィルハーモニー交響楽団音楽監督
- 2011年 - 2019年：リエージュ・フィルハーモニー管弦楽団（ベルギー）音楽監督
- 2024年 -　　　　：広島交響楽団音楽監督